# Красний Бір (Логойський район)
Красний Бір (біл. вёска Красны Бор) — село в складі Логойського району Мінської області, Білорусь. Село підпорядковане Гайнинській сільській раді і розташоване в північній частині області.